# فرانك مونسي
فرانك مونسي (بالإنجليزية: Frank Munsey)‏ (و. 1854 – 1925 م) هو كاتب من الولايات المتحدة الأمريكية .

## روابط خارجية
- فرانك مونسي على موقع الموسوعة البريطانية (الإنجليزية)